# 南极走禽属
南極走禽屬（學名：Antarctoboenus）又稱南極古隼，是一屬已滅絕的隼形目鳥類，屬下有且僅有卡氏南極走禽（卡氏南極古隼，Antarctoboenus carlinii）一個物種，該物種發現於西南極洲西摩島的早始新世地層中。是目前已命名的，最早的隼形目鳥類。